# Funciones theta de Neville
| Gráficos de las funciones theta de Neville |
| ------------------------------------------ |
|                                            |
|                                            |
|                                            |
|                                            |

En matemáticas, las funciones theta de Neville, que llevan el nombre del matemático británico Eric Harold Neville (1889-1961), se definen de la siguiente manera:

{\displaystyle \theta _{c}(z,m)={\frac {{\sqrt {2\pi }}\,q(m)^{1/4}}{m^{1/4}{\sqrt {K(m)}}}}\,\,\sum _{k=0}^{\infty }(q(m))^{k(k+1)}\cos \left({\frac {(2k+1)\pi z}{2K(m)}}\right)}
{\displaystyle \theta _{d}(z,m)={\frac {\sqrt {2\pi }}{2{\sqrt {K(m)}}}}\,\,\left(1+2\,\sum _{k=1}^{\infty }(q(m))^{k^{2}}\cos \left({\frac {\pi zk}{K(m)}}\right)\right)}
{\displaystyle \theta _{n}(z,m)={\frac {\sqrt {2\pi }}{2(1-m)^{1/4}{\sqrt {K(m)}}}}\,\,\left(1+2\sum _{k=1}^{\infty }(-1)^{k}(q(m))^{k^{2}}\cos \left({\frac {\pi zk}{K(m)}}\right)\right)}
{\displaystyle \theta _{s}(z,m)={\frac {{\sqrt {2\pi }}\,q(m)^{1/4}}{m^{1/4}(1-m)^{1/4}{\sqrt {K(m)}}}}\,\,\sum _{k=0}^{\infty }(-1)^{k}(q(m))^{k(k+1)}\sin \left({\frac {(2k+1)\pi z}{2K(m)}}\right)}
donde: K(m) es la integral elíptica completo del primer tipo, {\displaystyle K'(m)=K(1-m)}, y {\displaystyle q(m)=e^{-\pi K'(m)/K(m)}} es el nomo elíptico.
Téngase en cuenta que las funciones θp(z,m) a veces se definen en términos del nombre q(m) y se escriben θp(z,q) (por ejemplo, NIST). Las funciones también pueden escribirse en términos del parámetro τ, con el valor θp(z|τ) donde {\displaystyle q=e^{i\pi \tau }}.

## Relación con otras funciones
Las funciones theta de Neville pueden expresarse en términos de las funciones theta de Jacobi
{\displaystyle \theta _{s}(z|\tau )=\theta _{3}^{2}(0|\tau )\theta _{1}(z'|\tau )/\theta '_{1}(0|\tau )}
{\displaystyle \theta _{c}(z|\tau )=\theta _{2}(z'|\tau )/\theta _{2}(0|\tau )}
{\displaystyle \theta _{n}(z|\tau )=\theta _{4}(z'|\tau )/\theta _{4}(0|\tau )}
{\displaystyle \theta _{d}(z|\tau )=\theta _{3}(z'|\tau )/\theta _{3}(0|\tau )}
donde {\displaystyle z'=z/\theta _{3}^{2}(0|\tau )}.
También están relacionadas con las funciones elípticas de Jacobi. Si pq(u,m) es una función elíptica de Jacobi (p y q son uno de s,c,n,d), entonces
{\displaystyle \operatorname {pq} (u,m)={\frac {\theta _{p}(u,m)}{\theta _{q}(u,m)}}.}

## Ejemplos
- {\displaystyle \theta _{c}(2.5,0.3)\approx -0.65900466676738154967}
- {\displaystyle \theta _{d}(2.5,0.3)\approx 0.95182196661267561994}
- {\displaystyle \theta _{n}(2.5,0.3)\approx 1.0526693354651613637}
- {\displaystyle \theta _{s}(2.5,0.3)\approx 0.82086879524530400536}

## Simetría
- {\displaystyle \theta _{c}(z,m)=\theta _{c}(-z,m)}
- {\displaystyle \theta _{d}(z,m)=\theta _{d}(-z,m)}
- {\displaystyle \theta _{n}(z,m)=\theta _{n}(-z,m)}
- {\displaystyle \theta _{s}(z,m)=-\theta _{s}(-z,m)}

## Aplicaciones disponibles
- NetvilleThetaC[z,m], NevilleThetaD[z,m], NevilleThetaN[z,m] y NevilleThetaS[z,m] son funciones integradas de Mathematica.[6]